# Lapazina discicollis
Lapazina discicollis là một loài bọ cánh cứng trong họ Cerambycidae.